# Mozambička afrička nacionalna unija
Mozambička afrička nacionalna unija (eng. Mozambique African National Union, port. União Nacional Africana de Moçambique), politička stranka u Portugalskoj Istočnoj Africi.
Osnovana je veljače 1961. od nekoliko manjih skupina, među kojima i Mozambička makondeska unija (eng. Mocambique Maconde Union, port. União Maconde de Moçambique) iz sjevernog Mozambika i Tanganjike, nazvana po narodu Makondeu. Članovima su nadahnuće i potpora bili Kenijska afrička nacionalna unija (KANU) i Tanganjikanska afrička nacionalna unija (TANU), zbog čega je i izbor slična imena, MANU. Matthew Mmole bio je predsjednik osnovane stranke, a M. M. Mallianga glavni tajnik. Nakon što je Tanganjika postigla neovisnost prosinca 1961., MANU se preselio u Dar es Salaam.
U travnju 1961. Adelino Gwambe je otputovao u Rabat predstaviti sve tri stranke (UDENAMO, MANU i UNAMI) na konferenciji gdje je FRAIN raspušten i zamijenjen Konfederacijom nacionalističkih organizacija portugalskih kolonija (CONCP).
U lipnju 1962., uz ohrabrenje od CONCP-a i Juliusa Nyererea, UDENAMO, MANU i UNAMI (União Africana de Moçambique Independente) su se ujedinili čime je nastao Frente de Libertação de Moçambique (FRELIMO, Front za oslobođenje Mozambika). Na prvom kongresu FRELIMA u Dar es Salaamu kasnog rujna 1962., Eduardo Mondlane je izabran za predsjednika. 